# Simning vid världsmästerskapen i simsport 2023 – Herrarnas 1 500 meter frisim
Herrarnas 1 500 meter frisim vid världsmästerskapen i simsport 2023 avgjordes mellan den 29 och 30 juli 2023 i Marine Messe Fukuoka i Fukuoka i Japan.
Tunisiske Ahmed Hafnaoui tog guld efter ett lopp på 14 minuter och 31,54 sekunder, vilket blev ett nytt mästerskaps- och afrikanskt rekord. Silvret togs av amerikanske Bobby Finke och bronset togs av australiske Samuel Short.

## Rekord
Inför tävlingens start fanns följande världs- och mästerskapsrekord:
|                   | Namn                 | Nation  | Tid      | Ort              | Datum          |
| ----------------- | -------------------- | ------- | -------- | ---------------- | -------------- |
| Världsrekord      | Sun Yang             | Kina    | 14.31,02 | London, England  | 4 augusti 2012 |
| Mästerskapsrekord | Gregorio Paltrinieri | Italien | 14.32,80 | Budapest, Ungern | 25 juni 2022   |

Följande nya rekord noterades under tävlingen:
| Datum   | Gren  | Namn           | Nationalitet | Tid      | Rekord |
| ------- | ----- | -------------- | ------------ | -------- | ------ |
| 30 juli | Final | Ahmed Hafnaoui | Tunisien     | 14.31,54 | 0MR0   |

## Resultat

### Försöksheat
Försöksheaten startade den 29 juli klockan 11:52.
| Placering | Heat | Bana | Namn                        | Nationalitet   | Tid      | Noteringar |
| --------- | ---- | ---- | --------------------------- | -------------- | -------- | ---------- |
| 1         | 2    | 5    | Bobby Finke                 | USA            | 14.43,06 | 0Q0        |
| 2         | 2    | 4    | Daniel Wiffen               | Irland         | 14.43,50 | 0Q0        |
| 3         | 3    | 8    | Ahmed Hafnaoui              | Tunisien       | 14.49,53 | 0Q0        |
| 4         | 3    | 3    | Lukas Märtens               | Tyskland       | 14.51,20 | 0Q0        |
| 5         | 3    | 5    | Mychajlo Romantjuk          | Ukraina        | 14.52,15 | 0Q0        |
| 6         | 3    | 6    | Samuel Short                | Australien     | 14.53,38 | 0Q0        |
| 7         | 3    | 7    | Kristóf Rasovszky           | Ungern         | 14.54,09 | 0Q0        |
| 8         | 3    | 1    | David Aubry                 | Frankrike      | 14.54,29 | 0Q0        |
| 9         | 3    | 0    | Marwan Elkamash             | Egypten        | 14.55,19 |            |
| 10        | 2    | 2    | Damien Joly                 | Frankrike      | 14.56,31 |            |
| 11        | 3    | 2    | Charlie Clark               | USA            | 14.57,16 |            |
| 12        | 2    | 3    | Fei Liwei                   | Kina           | 14.57,50 |            |
| 13        | 2    | 8    | Luca De Tullio              | Italien        | 14.57,68 |            |
| 14        | 2    | 6    | Daniel Jervis               | Storbritannien | 14.57,88 |            |
| 15        | 2    | 1    | Dávid Betlehem              | Ungern         | 14.59,76 |            |
| 16        | 1    | 4    | Krzysztof Chmielewski       | Polen          | 15.01,89 |            |
| 17        | 2    | 0    | Henrik Christiansen         | Norge          | 15.02,31 |            |
| 18        | 1    | 5    | Dimitrios Markos            | Grekland       | 15.07,61 |            |
| 19        | 2    | 7    | Carlos Garach               | Spanien        | 15.08,02 |            |
| 20        | 3    | 4    | Florian Wellbrock           | Tyskland       | 15.10,33 |            |
| 21        | 2    | 9    | Ahmed Akaram                | Egypten        | 15.11,06 |            |
| 22        | 1    | 3    | Alfonso Mestre              | Venezuela      | 15.14,10 | 0NR0       |
| 23        | 1    | 7    | Righardt Muller             | Sydafrika      | 15.33,82 |            |
| 24        | 1    | 1    | Ratthawit Thammananthachote | Thailand       | 15.39,46 |            |
| 25        | 1    | 2    | Aryan Nehra                 | Indien         | 15.39,47 |            |
| 26        | 1    | 8    | Rodolfo Falcón Jr.          | Kuba           | 15.49,72 |            |
| 27        | 1    | 6    | Nguyễn Hữu Kim Sơn          | Vietnam        | 16.20,45 |            |
| 28        | 1    | 0    | Timothy Leberl              | Mauritius      | 16.27,67 | 0NR0       |
| 29        | 1    | 9    | Hendrik Powdar              | Surinam        | 17.58,15 |            |
| 30        | 3    | 9    | Kim Woo-min                 | Sydkorea       | 0DNS0    | 0DNS0      |

### Final
Finalen startade den 30 juli klockan 20:16.
| Placering | Bana | Namn               | Nationalitet | Tid      | Noteringar |
| --------- | ---- | ------------------ | ------------ | -------- | ---------- |
| 1         | 3    | Ahmed Hafnaoui     | Tunisien     | 14.31,54 | 0MR0, 0AR0 |
| 2         | 4    | Bobby Finke        | USA          | 14.31,59 | 0AR0       |
| 3         | 7    | Samuel Short       | Australien   | 14.37,28 |            |
| 4         | 5    | Daniel Wiffen      | Irland       | 14.43,01 |            |
| 5         | 6    | Lukas Märtens      | Tyskland     | 14.44,51 |            |
| 6         | 1    | Kristóf Rasovszky  | Ungern       | 14.51,46 |            |
| 7         | 2    | Mychajlo Romantjuk | Ukraina      | 14.53,21 |            |
| 8         | 8    | David Aubry        | Frankrike    | 14.56,63 |            |